# Paraclius maculatus
Paraclius maculatus är en tvåvingeart som beskrevs av Meijere 1916. Paraclius maculatus ingår i släktet Paraclius och familjen styltflugor. Inga underarter finns listade i Catalogue of Life.